# Nocne zmory
Nocne zmory – debiutancki album studyjny polskiej piosenkarki Luny. Wydawnictwo ukazało się 22 kwietnia 2022 nakładem wytwórni muzycznej Polydor Records w dystrybucji Universal Music Polska.
Album jest utrzymany w stylu muzyki alternatywnej. Składa się z wersji standardowej (1 CD).
Płyta zadebiutowała na 14. miejscu polskiej listy sprzedaży – OLiS
Nagrania były promowane singlami: „Zgaś”, „Mniej”, „Wirtualne przedmieście”, „Zabierz mnie”, „Niewypowiedziane”, „Wystarczy”, „Elon Musk (W ogniu się unoszę)”, „Nie budź mnie”, „Nocne zmory” i „Czerwień moich ust”.

## Lista utworów
Opracowano na podstawie materiału źródłowego.
| Nocne zmory – Wersja standardowa | Nocne zmory – Wersja standardowa | Nocne zmory – Wersja standardowa | Nocne zmory – Wersja standardowa                                                                  | Nocne zmory – Wersja standardowa |
| Nr                               | Tytuł utworu                     | Słowa                            | Muzyka                                                                                            | Długość                          |
| -------------------------------- | -------------------------------- | -------------------------------- | ------------------------------------------------------------------------------------------------- | -------------------------------- |
| 1.                               | „Blade (intro)”                  | Bolesław Leśmian                 | Aleksandra Wielgomas, Dominic Buczkowski-Wojtaszek, Patryk Kumór                                  | 1:18                             |
| 2.                               | „Mniej”                          | Aleksandra Wielgomas             | Aleksandra Wielgomas, Dominic Buczkowski-Wojtaszek, Patryk Kumór                                  | 3:11                             |
| 3.                               | „Czerwień moich ust”             | Aleksandra Wielgomas             | Aleksandra Wielgomas, Dominic Buczkowski-Wojtaszek, Patryk Kumór                                  | 2:53                             |
| 4.                               | „Zgaś”                           | Aleksandra Wielgomas             | Aleksandra Wielgomas, Dominic Buczkowski-Wojtaszek, Patryk Kumór                                  | 3:09                             |
| 5.                               | „Marznę”                         | Aleksandra Wielgomas             | Aleksandra Wielgomas, Dominic Buczkowski-Wojtaszek, Patryk Kumór                                  | 3:12                             |
| 6.                               | „Niewypowiedziane”               | Aleksandra Wielgomas             | Aleksandra Wielgomas, Dominic Buczkowski-Wojtaszek, Patryk Kumór                                  | 2:43                             |
| 7.                               | „Wirtualne przedmieście”         | Aleksandra Wielgomas             | Aleksandra Wielgomas, Dominic Buczkowski-Wojtaszek, Patryk Kumór                                  | 2:42                             |
| 8.                               | „Nie budź mnie”                  | Aleksandra Wielgomas             | Aleksandra Wielgomas, Dominic Buczkowski-Wojtaszek, Patryk Kumór                                  | 3:05                             |
| 9.                               | „Długo zasypiam”                 | Aleksandra Wielgomas             | Aleksandra Wielgomas, Dominic Buczkowski-Wojtaszek, Patryk Kumór                                  | 3:24                             |
| 10.                              | „Zabierz mnie”                   | Aleksandra Wielgomas             | Aleksandra Wielgomas, Dominic Buczkowski-Wojtaszek, Patryk Kumór, Thomas Martin Leithead-Docherty | 2:53                             |
| 11.                              | „Elon Musk (w ogniu się unoszę)” | Aleksandra Wielgomas             | Aleksandra Wielgomas, Dominic Buczkowski-Wojtaszek, Patryk Kumór                                  | 3:33                             |
| 12.                              | „Chimera”                        | Aleksandra Wielgomas             | Aleksandra Wielgomas, Dominic Buczkowski-Wojtaszek, Patryk Kumór                                  | 2:45                             |
| 13.                              | „Wystarczy”                      | Aleksandra Wielgomas             | Aleksandra Wielgomas, Dominic Buczkowski-Wojtaszek, Patryk Kumór                                  | 2:43                             |
| 14.                              | „Nocne zmory”                    | Aleksandra Wielgomas             | Aleksandra Wielgomas, Dominic Buczkowski-Wojtaszek, Patryk Kumór                                  | 3:22                             |
| 15.                              | „Śmiercie (outro)”               | Bolesław Leśmian                 | Aleksandra Wielgomas, Dominic Buczkowski-Wojtaszek, Patryk Kumór                                  | 1:28                             |
|                                  |                                  |                                  |                                                                                                   | 42:21                            |

Uwagi:
- „Blade (intro)”: wiersz autorstwa Bolesława Leśmiana pt. Śmiercie.
- „Śmiercie (outro)”: wiersz autorstwa Bolesława Leśmiana pt. Śmiercie.

## Pozycje na listach sprzedaży

### Pozycje na listach tygodniowych
| Kraj   | Lista (2022)  | Najwyższa pozycja |
| ------ | ------------- | ----------------- |
| Polska | OLiS – albumy | 14                |